# Belcodène
Belcodène je obec ve Francii v departementu Bouches-du-Rhône.

## Poloha
Belcodène náleží do svazu obcí Communauté d’agglomération Pays d’Aubagne et de l’Étoile. Nadmořská výška obce kolísá mezi 297 až 450 metry nad mořem.

## Historie
13. června 2010 odmítli místní obyvatelé drtivou většinou 97,92 procent hlasujících připojení ke svazu obcí Communauté urbaine Marseille Provence Métropole.

## Obecní znak
V červeném gotickém štítě vpravo obrácený stříbrný jednoocasý lev se stříbrnou zbrojí.

## Dopravní obslužnost
Přes území obce vede významná silnice A52.

## Vývoj počtu obyvatel
| Rok            | 1962 | 1968 | 1975 | 1982 | 1990 | 1999 | 2008 |
| Počet obyvatel | 131  | 195  | 327  | 542  | 865  | 1436 | 1743 |